# Sci nautico ai XVIII Giochi del Mediterraneo
Le competizioni di sci nautico ai XVIII Giochi del Mediterraneo si sono svolte dal 23 al 24 giugno 2018 al Marina Port Tarraco di Tarragona. Erano in programma due gare di slalom, maschile e femminile.

## Calendario
Il calendario delle gare è stato il seguente:
| ● | Competizioni | ● | Finali |

| Giugno/Luglio |    |    |    |    |    |    |    |    |    |
| 22            | 23 | 24 | 25 | 26 | 27 | 28 | 29 | 30 | 1º |
|               | ●  | 2  |    |    |    |    |    |    |    |

## Podi
| Evento               | Oro                      | Prestazione   | Argento       | Prestazione   | Bronzo                  | Prestazione   |
| Slalom               |                          |               |               |               |                         |               |
| Maschile (dettagli)  | Brando Caruso            | 5.50/55/12.00 | Carlo Allais  | 3.00/55/12.00 | Tanguy Dailland         | 2.00/55/12.00 |
| Femminile (dettagli) | Camille Poulain-Ferarios | 2.00/52/13.00 | Manon Costard | 1.50/52/14.00 | Laura Martin Champetier | 0.50/52/14.00 |

## Medagliere
| Posizione | Paese   |   |   |   | Totale |
| --------- | ------- | - | - | - | ------ |
| 1         | Francia | 1 | 1 | 2 | 4      |
| 2         | Italia  | 1 | 1 | 0 | 2      |
| Totale    | Totale  | 2 | 2 | 2 | 6      |